# アンティ・アールネ
アンティ・アマトゥス・アールネ（フィンランド語: Antti Amatus Aarne、1867年12月5日 - 1925年2月5日）は、フィンランドの民俗学者。

## 経歴
1867年、ポリ市生まれ。1989年からヘルシンキ大学で学び、1893年に哲学修士号を取得した。1893年から1898年にかけてロシアに滞在し、奨学金を得てモスクワ大学でソコロフに師事した。経済的な問題から学位論文を完成させることができなかったものの、1898年に帰国して以降はフィンランド語の教師として国民学校や高等学校で教えながら執筆をつづけた。1902年、コッコラの州立大学の教師に就いた。1907年、学位論文『比較童話研究』を完成させて文学博士号を取得。1911年以降はヘルシンキ大学でも教壇に立った。

## 研究内容・業績
- 師事していたカールレ・クローン（英語版）が民話研究から叙事詩『カレヴァラ』研究に移行したことから、クローンの民話研究を引き継ぎ、民話研究における歴史的・地理的比較考証法を確立し、「フィンランド学派」と呼ばれる民俗学の一派を形成した。
- 1910年、クローンが中心となって設立したFolklore Fellowsの機関誌″FF Communication″にて、ヨーロッパ各地の昔話800あまりをまとめ、類型ごとに分類した『昔話の型目録』（Verzeichnis der Märchentypen）を発表した。そこでアールネは昔話を動物の話、本格的な話、笑い話の3タイプに分類した。後の1927年、アメリカのスティス・トンプソン（S.Thompson）がこれを『昔話の型』（The types of folktale）として増補し、その際にトンプソンはアールネの3分類を5分類に分けなおした。このようなタイプ分けした業績が「アールネ・トンプソンのタイプ・インデックス」として世界的に知られている分類である。